# Anthony Weber (football)
Pour les articles homonymes, voir Anthony Weber et Weber.
Anthony Weber, né le 11 juin 1987 à Strasbourg, est un footballeur français évoluant au poste de défenseur.

## Biographie
Anthony Weber passe sa formation à Strasbourg. À la suite d'un manque de temps de jeu, il quitte le RCS et rejoint le Paris FC, où il découvre le National et dispute 21 matchs lors de sa première saison. La seconde, il participe à 36 matchs de championnat.
En 2010, commence une nouvelle aventure avec Reims. Lors de sa première saison à Reims, il ne joue que 13 rencontres. La deuxième année est plus intéressante car il est titulaire à tous les matchs. Il participe donc activement a la montée du club en Ligue 1. C'est ainsi sous le maillot de Reims qu'il découvre la Ligue 1.
Titulaire indiscutable du Stade de Reims, il se blesse gravement fin avril 2014 face à l'OGC Nice, souffrant d'une rupture du tendon d'Achille, son indisponibilité est alors estimée à 6 mois. Il fait son retour sur les pelouses de Ligue 1 le samedi 13 décembre 2014, lors de la 17e journée, face à l'Evian Thonon Gaillard, remplaçant Benjamin Moukandjo à la 88e minute de jeu.
Le 12 juin 2017, libre, il s'engage avec le Stade brestois pour une durée de deux saisons plus une en option.
Il joue ensuite deux saisons au SM Caen. Non conservé par le club normand il quitte le club en juin 2021. Il met fin à sa carrière deux mois plus tard.
Il fait ensuite son retour à Reims dans le club de Reims Saint Anne évoluant en R1 pour la saison 2021/2022.

## Statistiques
| Saison                | Club                  | Championnat           | Championnat | Championnat | Coupe nationale | Coupe nationale | Coupe de la Ligue | Coupe de la Ligue | Play-offs | Play-offs | Total | Total |
| Saison                | Club                  | Division              | M.          | B.          | M.              | B.              | M.                | B.                | M.        | B.        | M.    | B.    |
| 2006-2007             | RC Strasbourg         | Ligue 2               | 1           | 0           | -               | -               | -                 | -                 | -         | -         | 1     | 0     |
| 2007-2008             | RC Strasbourg         | Ligue 1               | -           | -           | -               | -               | -                 | -                 | -         | -         | 0     | 0     |
| 2008-2009             | RC Strasbourg         | Ligue 2               | 3           | 0           | 2               | 0               | -                 | -                 | -         | -         | 5     | 0     |
| Sous-total            | Sous-total            | Sous-total            | 4           | 0           | 2               | 0               | -                 | -                 | -         | -         | 6     | 0     |
| 2008-2009             | Paris FC (prêt)       | National              | 21          | 2           | -               | -               | -                 | -                 | -         | -         | 21    | 2     |
| 2009-2010             | Paris FC              | National              | 36          | 2           | -               | -               | -                 | -                 | -         | -         | 36    | 2     |
| Sous-total            | Sous-total            | Sous-total            | 57          | 4           | -               | -               | -                 | -                 | -         | -         | 57    | 4     |
| 2010-2011             | Stade de Reims        | Ligue 2               | 12          | 0           | 1               | 0               | 2                 | 0                 | -         | -         | 15    | 0     |
| 2011-2012             | Stade de Reims        | Ligue 2               | 37          | 3           | 1               | 0               | 1                 | 0                 | -         | -         | 39    | 3     |
| 2012-2013             | Stade de Reims        | Ligue 1               | 35          | 1           | 1               | 0               | 1                 | 0                 | -         | -         | 37    | 1     |
| 2013-2014             | Stade de Reims        | Ligue 1               | 33          | 0           | -               | -               | 2                 | 0                 | -         | -         | 35    | 0     |
| 2014-2015             | Stade de Reims        | Ligue 1               | 13          | 0           | 2               | 0               | -                 | -                 | -         | -         | 15    | 0     |
| 2015-2016             | Stade de Reims        | Ligue 1               | 19          | 1           | 1               | 0               | 1                 | 0                 | -         | -         | 21    | 1     |
| 2016-2017             | Stade de Reims        | Ligue 2               | 37          | 2           | 2               | 0               | -                 | -                 | -         | -         | 39    | 2     |
| Sous-total            | Sous-total            | Sous-total            | 186         | 7           | 8               | 0               | 7                 | 0                 | -         | -         | 201   | 7     |
| 2017-2018             | Stade brestois 29     | Ligue 2               | 35          | 1           | 2               | 0               | -                 | -                 | 1         | 0         | 38    | 1     |
| 2018-2019             | Stade brestois 29     | Ligue 2               | 35          | 2           | 2               | 0               | -                 | -                 | -         | -         | 37    | 2     |
| Sous-total            | Sous-total            | Sous-total            | 70          | 3           | 4               | 0               | -                 | -                 | 1         | 0         | 75    | 3     |
| 2019-2020             | SM Caen               | Ligue 2               | 26          | 0           | 2               | 0               | 1                 | 0                 | -         | -         | 29    | 0     |
| 2020-2021             | SM Caen               | Ligue 2               | 25          | 1           | 2               | 0               | -                 | -                 | -         | -         | 27    | 1     |
| Sous-total            | Sous-total            | Sous-total            | 51          | 1           | 4               | 0               | 1                 | 0                 | -         | -         | 56    | 1     |
| Total sur la carrière | Total sur la carrière | Total sur la carrière | 368         | 15          | 18              | 0               | 8                 | 0                 | 1         | 0         | 395   | 15    |

## Palmarès
- Collectif :
  - Vainqueur de la Coupe Gambardella 2005-2006 avec le Racing Club de Strasbourg
  - Vice-champion de Ligue 2 en 2012 avec le Stade de Reims
  - Vice-champion de Ligue 2 en 2019 avec le Stade brestois 29

- Individuel :
  - Sélectionné dans l'équipe type de Ligue 2 en 2012 (Trophées UNFP du football)